# اشتیرگ
اشتیرگ (به آلمانی: Steyregg) یک شهر در اتریش است که در ناحیه اورفار اومگبونگ واقع شده‌است. اشتیرگ ۳۳ کیلومتر مربع مساحت دارد ۲۵۹ متر بالاتر از سطح دریا واقع شده‌است.